# Artūras Masiulis
Artūras Masiulis (Anykščiai, 2 maggio 1980) è un ex cestista lituano.

## Palmarès
- Campionato lituano: 1

Žalgiris Kaunas: 2000-01